# Sant'Ambrogio di Valpolicella
Sant'Ambrogio di Valpolicella es una localidad y comune italiana de la provincia de Verona, región de Véneto, con 11.092 habitantes.

## Evolución demográfica
| Gráfica de evolución demográfica de Sant'Ambrogio di Valpolicella entre 1861 y 2001 |
|                                                                                     |
| Fuente ISTAT - elaboración gráfica de Wikipedia                                     |